# Pierrefitte (Deux-Sèvres)
Pierrefitte – miejscowość i gmina we Francji, w regionie Nowa Akwitania, w departamencie Deux-Sèvres.
Według danych na rok 1990 gminę zamieszkiwały 294 osoby, a gęstość zaludnienia wynosiła 18 osób/km² (wśród 1467 gmin regionu Poitou-Charentes Pierrefitte plasuje się na 720. miejscu pod względem liczby ludności, natomiast pod względem powierzchni na miejscu 527.).